# Ján Figeľ
Ján Figeľ (* 20. ledna 1960 Vranov nad Topľou) je slovenský politik, který byl v letech 2004–2010 evropským komisařem pro výchovu a vzdělávání. Od roku 2009 do března 2016 zastával funkci předsedy Křesťanskodemokratického hnutí. V letech 2010–2012 působil ve funkci místopředsedy vlády a ministra dopravy, výstavby a regionálního rozvoje v kabinetu Ivety Radičové.

## Vzdělání a profesní kariéra
V roce 1983 dokončil studium elektrotechniky na Vysoké škole technické v Košicích a do roku 1992 pracoval v Závodech průmyslové automatizace v Prešově. V roce 1994 absolvoval semestrální kurz mezinárodních vztahů na Georgetown University ve Washingtonu (USA) a semestrální kurs evropské ekonomické integrace v Antverpách (Belgie). V letech 1995 až 2000 přednášel mezinárodní vztahy na Trnavské univerzitě.

## Politická kariéra
Od roku 1990 je členem KDH, za které byl v letech 1992 až 1998 a 2002 až 2004 členem Národní rady SR. V letech 1998 až 2002 byl státním tajemníkem na ministerstvu zahraničních věcí. V letech 1998 až 2003 byl hlavním slovenským vyjednávačem pro vstup do EU.
Od května do listopadu 2004 byl členem Evropské komise Romana Prodiho, kde byl spolu s Olli Rehnem zodpovědným za oblast podnikání a informatiky. Od listopadu 2004 do října 2009 byl evropským komisařem pro výchovu a vzdělávání.
19. září 2009 se Ján Figeľ stal předsedou KDH, když na stranickém sněmu v Nitře získal 304 z 309 odevzdaných hlasů.
V evropských volbách v roce 2024 kandidoval na posledním 15. místě kandidátní listiny KDH, ale nebyl zvolen.